# Pseudonaja
Pseudonaja là một chi rắn hổ có nọc độc có nguồn gốc từ Úc. Các loài thuộc chi này thường được gọi là rắn nâu, và được coi là một số loài rắn nguy hiểm nhất trên thế giới; ngay cả cái cắn của những con rắn non cũng có khả năng gây chết người.
Bất chấp tên gọi chung, rắn nâu vua (Pseudechis australis) không phải là một loài rắn nâu, mà là một thành viên của chi Pseudechis, thường được gọi là rắn đen.

## Các loài
Các loài và phân loài này được công nhận:
- Pseudonaja affinis Günther, 1872 — dugite hay rắn nâu đốm
  - P. a. affinis Günther, 1872 — lục địa ven biển Tây Úc
  - P. a. exilis Storr, 1989 — lục địa Tây Úc và Đảo Rottnest
  - P. a. tanneri (Worrell, 1961) — lục địa Tây Úc, Đảo Boxer và các đảo khác
- Pseudonaja aspidorhyncha (F. McCoy, 1879)[2] rắn nâu mõm quai — nội địa phía đông Australia
- Pseudonaja guttata (Parker, 1926) — rắn nâu lốm đốm hoặc rắn nâu đốm — Lãnh thổ Bắc Úc, Queensland và Nam Úc
- Pseudonaja inframacula (Waite, 1925) — rắn nâu bán đảo — Nam Úc, Tây Úc, Bán đảo Eyre
- Pseudonaja ingrami (Boulenger, 1908) — rắn nâu Ingram[3] — Lãnh thổ phía Bắc, Queensland và Tây Úc
- Pseudonaja mengdeni Wells & Wellington, 1985[2] — gwardar hoặc rắn nâu phương Tây — New South Wales, Lãnh thổ phía Bắc, Queensland, Nam Úc, Victoria và Tây Úc
- Pseudonaja modesta (Günther, 1872) — rắn nâu vòng — New South Wales, Lãnh thổ phía Bắc, Queensland, Nam Úc và Tây Úc
- Pseudonaja nuchalis Günther, 1858 — rắn nâu tây - Lãnh thổ phía Bắc, Queensland
- Pseudonaja textilis (A.M.C. Duméril, Bibron & A.H.A. Duméril, 1854) — rắn nâu phương Đông — New South Wales, Lãnh thổ phía Bắc, Queensland, Nam Úc, Victoria, Đông Nam Tây Papua, và cả đông nam (Tỉnh miền Trung) và đông bắc (Tỉnh Oro và Vịnh Milne) Papua New Guinea

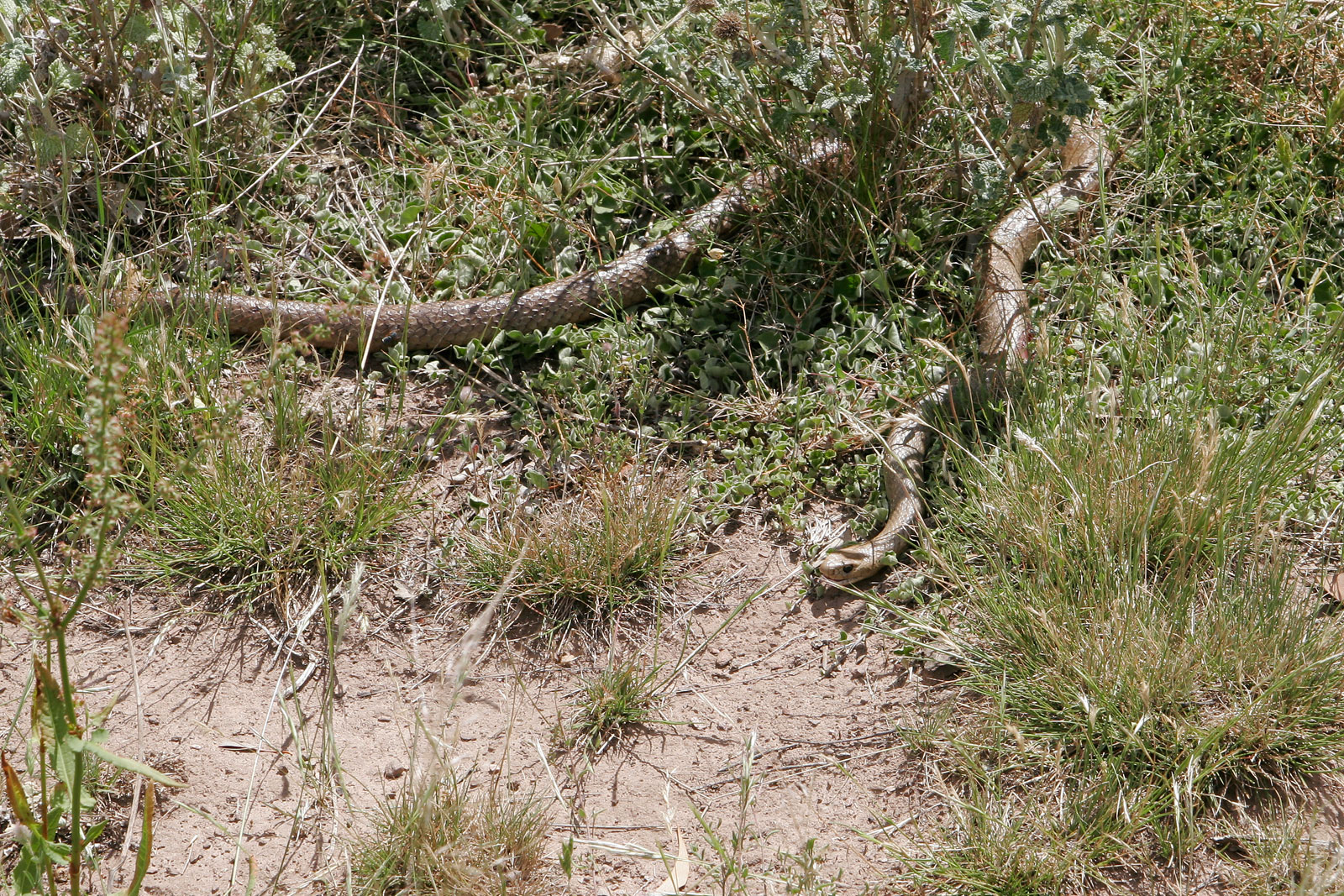
Bức ảnh của một con dugite được chụp tại Joondalup, Tây Úc

N.B: Một nguồn danh pháp hai phần trong ngoặc đơn chỉ ra rằng loài này ban đầu được mô tả trong một chi khác ngoài Pseudonaja. Tương tự, một danh pháp ba phần trong dấu ngoặc đơn chỉ ra rằng phân loài ban đầu được mô tả trong một chi khác ngoài Pseudonaja.

## Nọc độc

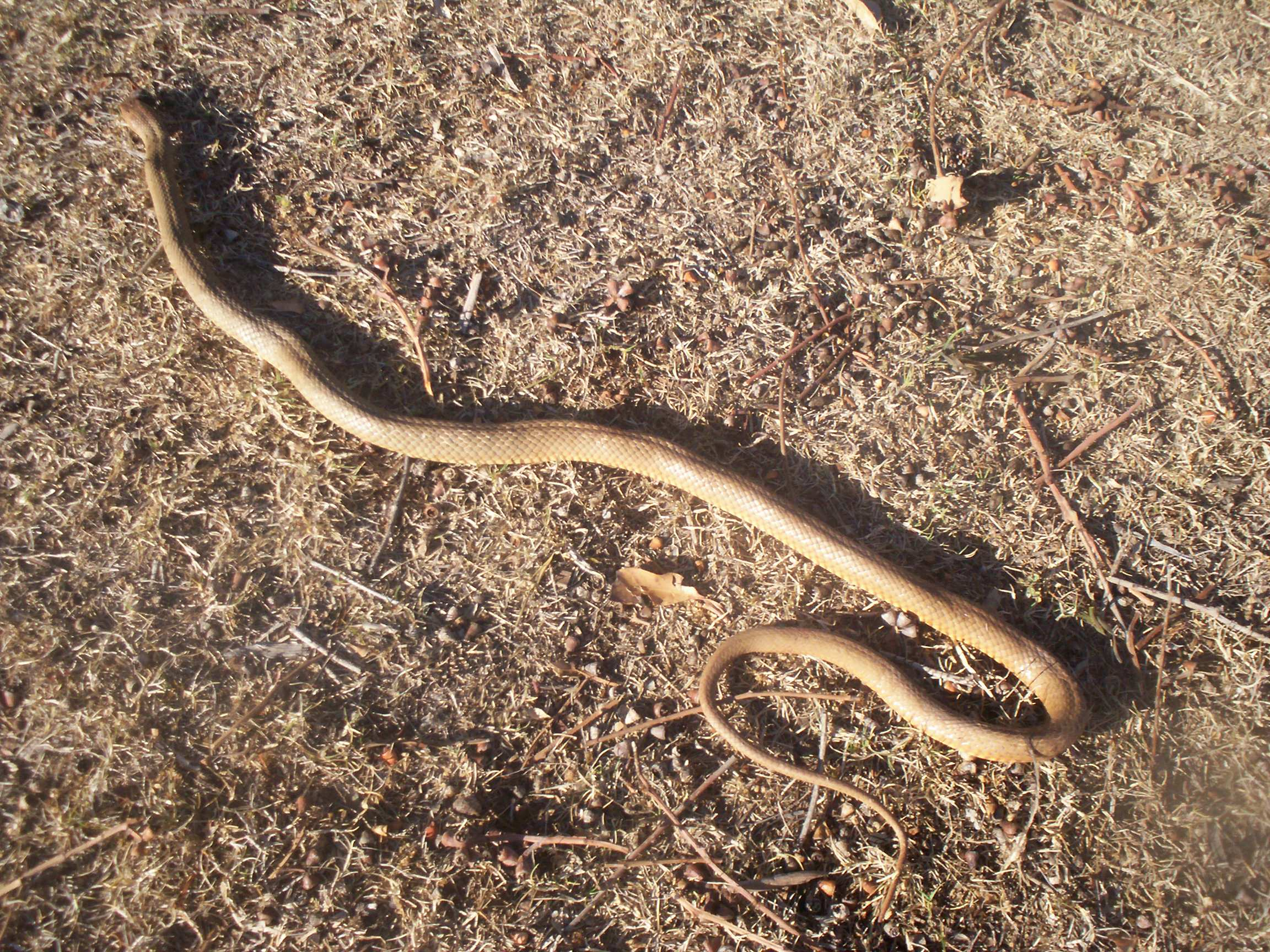
Một con rắn nâu phương Đông

Rắn nâu chiếm 41% số nạn nhân bị rắn cắn được xác định ở Úc từ năm 2005 đến 2015, với 15 trường hợp tử vong được ghi nhận từ 296 trường hợp được xác nhận - nhiều hơn bất kỳ loại rắn nào khác. Xem xét các trường hợp tử vong liên quan đến rắn cắn trong Hệ thống thông tin vành tai quốc gia từ tháng 1 năm 2000 đến tháng 12 năm 2016 cho thấy rắn nâu là nguyên nhân gây ra 23 trong số 35 trường hợp tử vong.
Rắn nâu rất dễ hoảng sợ và có thể cắn nếu bị tiếp cận gần, cầm nắm hoặc bị đe dọa. Sụp đổ đột ngột, sớm thường là một triệu chứng của sự kê khai bởi chúng. Một tác dụng nổi bật của nọc độc là rối loạn đông máu do tiêu thụ nọc độc, có thể dẫn đến tử vong. Tổn thương thận cũng có thể hiếm khi xảy ra.
Các dấu hiệu lâm sàng khác bao gồm đau bụng, khó thở và nuốt, co giật, rối loạn tiêu hóa, tan máu và hạ huyết áp do suy giảm sức co bóp cơ tim. Đáng chú ý là việc ăn rắn nâu không dẫn đến tiêu cơ vân.
Rắn nâu phương Đông (Pseudonaja textilis) là thành viên độc nhất của chi này, và được một số người coi là loài rắn đất độc thứ hai trên thế giới, sau rắn Taipan nội địa (cũng được tìm thấy ở Úc). Rắn nâu phương Tây là loài rắn độc đứng thứ 10 trên thế giới.
Rắn nâu có thể dễ dàng gây hại cho vật nuôi và gia súc.
Nọc độc của các loài rắn thuộc chi Pseudonaja rất ngắn và năng suất nọc độc trung bình trên mỗi vết cắn tương đối thấp - đối với P. textilis, P. nuchalis và P. affinis, trọng lượng khô của nọc là khoảng 4,0 đến 6,5 mg. Do đó, đa số các vết cắn kết thúc mà không có hậu quả y tế nghiêm trọng nào. Bất chấp độc tính của nó, loài Pseudonaja nhỏ nhất, P. modesta, thậm chí có thể được coi là vô hại. Vết cắn của các loài Pseudonaja lớn hơn, đặc biệt là P. textilis và P. nuchalis, được biết đến là nguyên nhân gây nhiễm độc nghiêm trọng và tử vong.